# Comuna Joița, Giurgiu
Joița (în trecut, Popești-Bâcu) este o comună în județul Giurgiu, Muntenia, România, formată din satele Bâcu și Joița (reședința).

## Așezare
Comuna se află la marginea nord-estică a județului, pe malul drept al Dâmboviței și pe malul stâng al Ciorogârlei, la limita cu județul Ilfov. Este străbătută de șoseaua județeană DJ602, care o leagă spre sud în județul Ilfov de Ciorogârla, Domnești (unde se intersectează cu DNCB) și București, și spre nord-est de Săbăreni și mai departe în județul Ilfov de Chitila (unde se intersectează cu DN7) și Buftea (unde se termină în DN1A). Între Joița și Bâcu, acest drum are o porțiune comună cu șoseaua județeană DJ601A, care duce spre sud-est în județul Ilfov la Dragomirești-Vale, Chiajna (unde se intersectează cu DNCB) și București, și spre nord-vest la Cosoba și mai departe în județul Dâmbovița la Brezoaele, Slobozia Moară și Răcari (unde se termină în DN71).

## Demografie
Componența etnică a comunei Joița
     Români (88,8%)
     Alte etnii (2,85%)
     Necunoscută (8,35%)
Componența confesională a comunei Joița
     Ortodocși (85,69%)
     Alte religii (4,62%)
     Necunoscută (9,69%)
Conform recensământului efectuat în 2021, populația comunei Joița se ridică la 5.438 de locuitori, în creștere față de recensământul anterior din 2011, când fuseseră înregistrați 3.864 de locuitori. Majoritatea locuitorilor sunt români (88,8%), cu o minoritate de romi (0,72%), iar pentru 8,35% nu se cunoaște apartenența etnică. Din punct de vedere confesional, majoritatea locuitorilor sunt ortodocși (85,69%), cu o minoritate de fără religie (0,51%), iar pentru 9,69% nu se cunoaște apartenența confesională.

## Politică și administrație
Comuna Joița este administrată de un primar și un consiliu local compus din 13 consilieri. Primarul, Alexandru-Aurel Păun[*], de la Partidul Național Liberal, este în funcție din 1 noiembrie 2024. Începând cu alegerile locale din 2024, consiliul local are următoarea componență pe partide politice:
|  | Partid                                  | Consilieri | Componența Consiliului | Componența Consiliului | Componența Consiliului | Componența Consiliului | Componența Consiliului | Componența Consiliului |
|  | --------------------------------------- | ---------- | ---------------------- | ---------------------- | ---------------------- | ---------------------- | ---------------------- | ---------------------- |
|  | Partidul Național Liberal               | 6          |                        |                        |                        |                        |                        |                        |
|  | Partidul Social Democrat                | 4          |                        |                        |                        |                        |                        |                        |
|  | Alianța pentru Unirea Românilor         | 1          |                        |                        |                        |                        |                        |                        |
|  | Uniunea Salvați România                 | 1          |                        |                        |                        |                        |                        |                        |
|  | Reînnoim Proiectul European al României | 1          |                        |                        |                        |                        |                        |                        |

## Istorie
La sfârșitul secolului al XIX-lea, comuna purta denumirea de Popești-Bâcu, făcea parte din plasa Sabar a județului Ilfov și era formată din satele Arcuda, Ghionoaia, Ileana, Joița și Popești-Bâcu, având în total 1400 de locuitori ce trăiau în 318 case și 9 bordeie. Existau în comună două mori cu aburi, două școli mixte și două biserici (la Joița și Popești-Bâcu). Anuarul Socec din 1925 o consemnează cu numele de Joița, în plasa Bolintin a aceluiași județ, având 1990 de locuitori în satele Ileana, Joița și Popești-Bâcu și în cătunul Arcuda.
În 1950, comuna a fost transferată raionului Răcari și apoi (după 1952) raionului Titu din regiunea București. În 1968, comuna a revenit la județul Ilfov, reînființat; satele Arcuda și Ileana dispăruseră deja la acea dată, fiind absorbite de Joița. Comunei i s-au arondat atunci și satele Cosoba și Săbăreni, ale căror comune fuseseră desființate. În 1981, o reorganizare administrativă regională a dus la transferarea comunei la județul Giurgiu. Cele două sate, Cosoba și Săbăreni, s-au separat din nou în 2004, formând două comune de sine stătătoare.

## Monumente istorice
Două obiective din comuna Joița sunt incluse în lista monumentelor istorice din județul Giurgiu ca monumente de interes local, ambele fiind monumente de arhitectură aflate în satul Joița: biserica „Sfântul Nicolae” și „Sfinții 40 de Mucenici” (1859) și pavilionul administrativ Arcuda (1900).